# Саут Даунс
Саут Даунс (на английски: South Downs) е възвишение в югоизточната част на Англия, разположено покрай северния бряг на протока Ла Манш. Представлява асиметричен куестов рид, простиращ се от запад (долината на река Итчен) на изток (нос Бичи Хед) на протежение около 100 km и ширина до 15 km. Максимална височина връх Бътсер Хил (271 m), издигащ се в крайната му западна част, където се свързва с възвишението Норт Даунс. Изградено е от варовици и е разделено от напречните долини на реките Арен, Уз и др. на отделни хълмисти масиви. Южните му склонове, обърнати към протока Ла Манш са полегати, а северните представлят типичен куестов откос, спускащ се стръмно към хълмистото понижение Уилд, разположено между Норт Даунс и Саут Даунс. Заето е основно от ливади и пасища, а на места частично са се съхранили малки букови гори.